# Cressin-Rochefort

Cressin-Rochefort este o comună în departamentul Ain din estul Franței.